# Okres Veľký Krtíš
Der Okres Veľký Krtíš ist eine Verwaltungseinheit im Süden der Slowakei mit 46.462 Einwohnern (2004) und einer Fläche von 849 km².
Historisch gesehen liegt der Bezirk zur einen Hälfte im ehemaligen Komitat Nógrád (Osten und Norden), zur anderen Hälfte im Komitat Hont (Westen, siehe auch Liste der historischen Komitate Ungarns).
2001 gehörte 27,45 % der Bevölkerung des Bezirks zu der ungarischen Minderheit der Slowakei.

## Bevölkerung
| Jahr                | 1994   | 2004    | 2014    | 2024    |
| ------------------- | ------ | ------- | ------- | ------- |
| Anzahl der Personen | 46.941 | 46.462  | 44.826  | 40.598  |
| Unterschied         |        | −1,02 % | −3,52 % | −9,43 % |

| Jahr                | 2023   | 2024    |
| ------------------- | ------ | ------- |
| Anzahl der Personen | 40.900 | 40.598  |
| Unterschied         |        | −0,73 % |

## Städte
- Modrý Kameň (Blau[en]stein)
- Veľký Krtíš

## Gemeinden
| - Balog nad Ipľom - Bátorová - Brusník - Bušince - Čebovce - Čeláre - Čelovce - Červeňany - Dačov Lom (Lam) - Dolinka - Dolná Strehová - Dolné Plachtince (Unterplachtintz) - Dolné Strháre - Ďurkovce - Glabušovce - Horná Strehová - Horné Plachtince (Oberplachtintz) - Horné Strháre - Hrušov - Chrastince - Chrťany - Ipeľské Predmostie - Kamenné Kosihy | - Kiarov - Kleňany (Kleinen) - Koláre - Kosihovce - Kosihy nad Ipľom - Kováčovce - Lesenice (Lesenitz) - Ľuboriečka - Malá Čalomija - Malé Straciny - Malé Zlievce (Kleinzellowitz) - Malý Krtíš - Muľa - Nenince (Luka-Ninitz) - Nová Ves - Obeckov - Olováry - Opatovská Nová Ves - Opava - Pôtor - Pravica - Príbelce - Sečianky | - Seľany - Senné - Sklabiná - Slovenské Ďarmoty - Slovenské Kľačany - Stredné Plachtince (Mitterplachtintz) - Sucháň - Suché Brezovo - Širákov - Šuľa - Trebušovce - Veľká Čalomija - Veľká Ves nad Ipľom - Veľké Straciny - Veľké Zlievce (Großzellowitz) - Veľký Lom - Vieska - Vinica (Ninik) - Vrbovka - Záhorce - Závada - Zombor - Želovce |

Das Bezirksamt ist in Veľký Krtíš.

## Kultur
In dem Artikel Denkmalgeschützte Objekte im Okres Veľký Krtíš findet man Informationen über die vom slowakischen Denkmalamt geschützten Objekte im Okres.